# 國家運輸安全委員會
国家运输安全委员会（英語：National Transportation Safety Board，简称运安委）是一个独立的美国政府调查机构，成立于1967年，负责民用运输事故调查，总部设于华盛顿哥伦比亚特区。根据职责，NTSB调查和报告航空事故、某些类型的高速公路事故、船舶和海洋事故、管道事故和铁路事故。NTSB还负责调查危险物质在运输过程中泄露的案件。在接到请求时，NTSB也协助军队或外国政府进行事故调查。截至2014年12月，它在安克拉治、丹佛、阿什本和西雅图设有四个区域办事处，并在阿什本工厂设有国家培训中心。因美国为世界上主要的飞机制造国之一，NTSB也常会以飞机制造国身份受邀协助其他国家的航空事故调查。

## 历史
NTSB起源于1926年的空中商务法，其中指定美国商务部负责调查美国国内航空事故。美国第一个“独立的”空中安全委员会成立于1938年：它只持续了十四个月。1940年，该权力转移到美国民航委员会新成立的航空安全局。1967年，国会创建了独立的内阁级运输部，其中建立了美国联邦航空管理局作为运输部的下属机构。与此同时，NTSB成立为一个独立机构，吸纳航空安全局的责任。然而，从1967年到1975年，NTSB为行政目的向运输部报告，同时为运输部的下属机构航空管理局进行调查。
为避免任何冲突，国会通过了独立安全委员会法，1975年4月1日，NTSB成为一个完全独立的联邦机构。截至2015年，NTSB调查了超过14万次航空事故和数千次地面运输事件。

## 组织
正式层面上，“国家运输安全委员会”是一个五名首脑组成的调查委员会，其五名成员由总统提名，并由美国参议院确认，任期五年。五名成员中不得超过三人来自同一政党。五位首脑中的一位由总统提名为主席，然后由参议院批准为期两年的任期；另一人被指定为副主席，并在没有正式主席时担任代理主席。此委员会由国会根据美国法典第49卷第11章授权，调查民用航空、公路、海运、管道和铁路的事故和事故征候。五人组成的委员会有权建立和管理高速公路、海洋、航空、铁路、管道和危险材料调查的单独分支机构。总的来说，“国家运输安全委员会”、“安全委员会”或“NTSB”是指由这个五人委员会建立和管理的整个调查机构。截至2015年12月，NTSB主席为克里斯多福·哈特，副主席为T. Bella Dinh-Zarr。委员会还包括羅伯特·森華特和Earl F. Weener，以及一个空席位。
自成立以来，NTSB的主要任务是“确定运输事故和事件征候的可能原因，并制定安全建议以改善运输安全。”基于其管辖范围内的调查结果，NTSB向有权实施这些建议的机构和体系提出正式的安全建议。NTSB认为安全建议是防止未来民用运输事故的主要工具。但是，NTSB没有权力强制施行其安全建议。

## 事故和事故征候调查

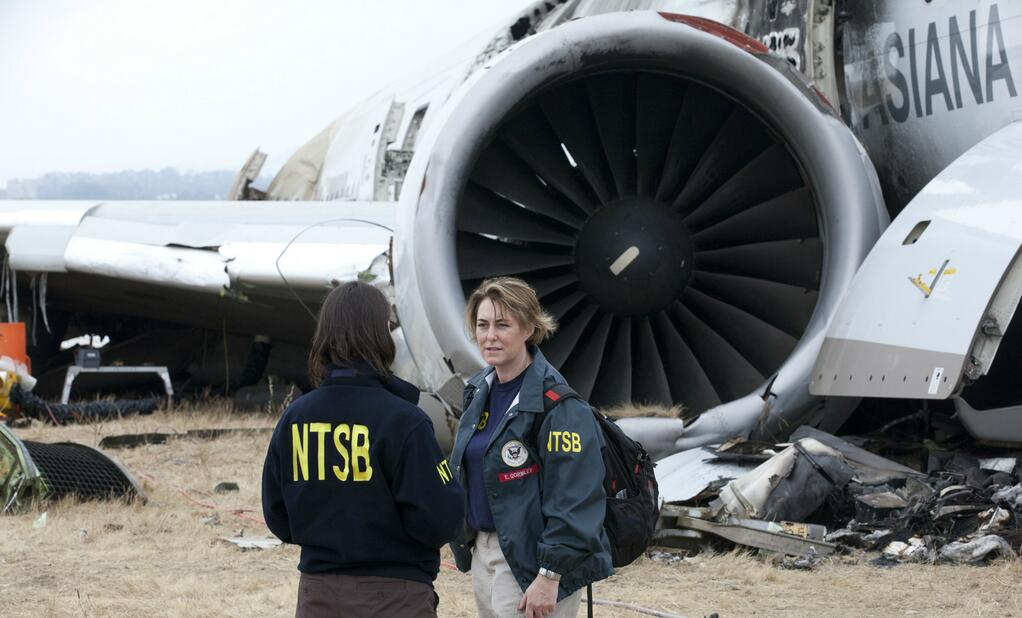
NTSB现场团队（“go team”）成员于韩亚航空214号班机空难事故现场

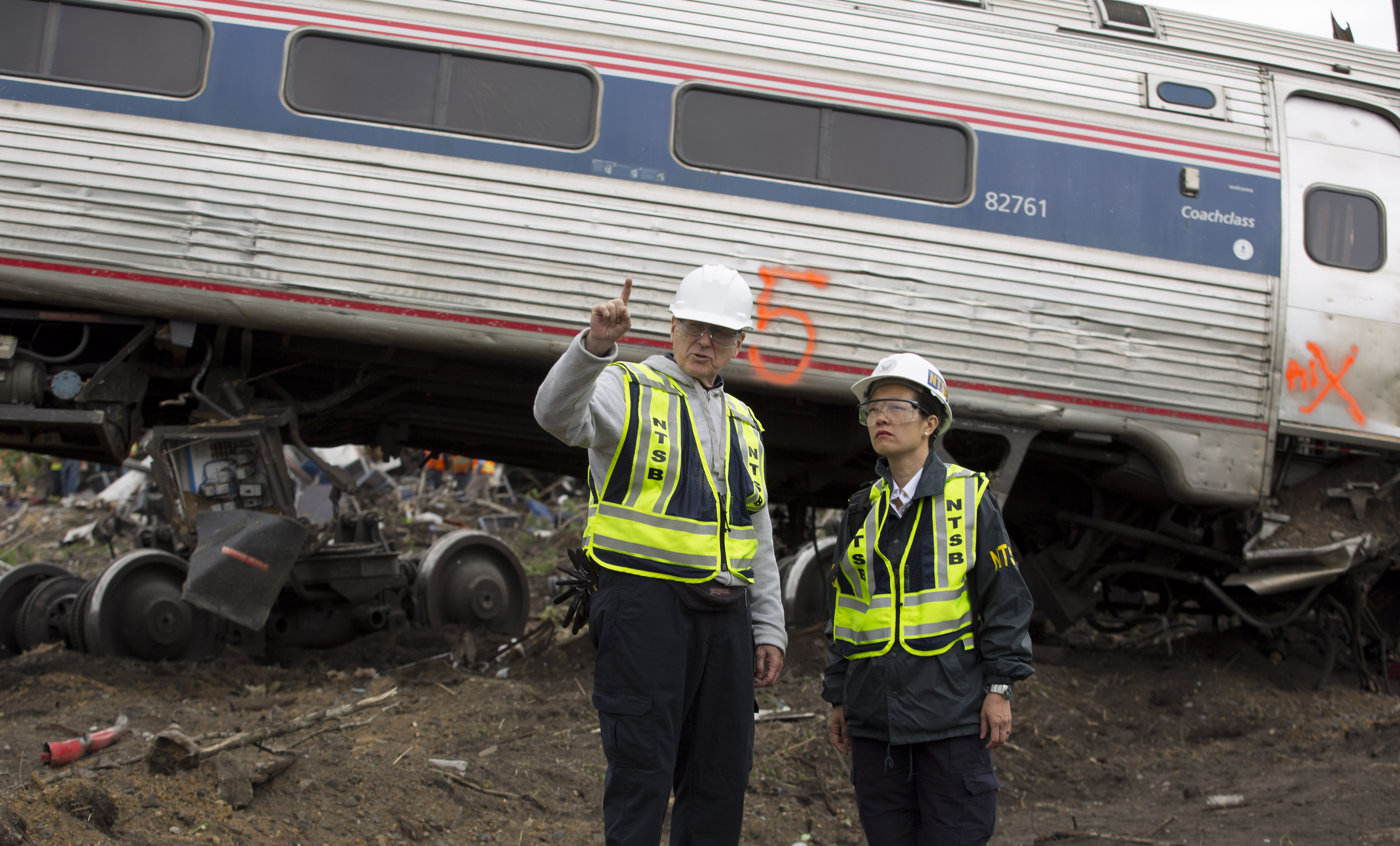
NTSB调查员于2015年費城火車出軌事故现场

NTSB是调查其负责范围内的民用运输事故或事件的牵头机构。对发生在美国的重大事故调查通常始于“go team”（快速反应的现场团队），它由事故所涉及领域的专家组成，将被快速部署到事故地点。取决于事件性质，“go team”可能有3至4人乃至十几人。在调查之后，该机构可能选择就问题举行公开听证会。最后，该机构将发布最终报告，其中可能含有基于其发现提出的安全建议。NTSB没有执行或强加其建议的法律权力，这些建议须由联邦或州一级的监管机构或各运输公司施行。

### 调查的管辖权
- 航空：NTSB有主要的权力调查美国的每起民用航空事故；该机构还被授权进行“有适当军事当局参与的”民用和军用飞机的调查。[15]对于某些事故，由于资源限制，委员会将要求FAA在事故现场收集事实信息；NTSB的报告基于该信息。
- 地面运输：NTSB有权调查所有公路事故和事故征候，包括铁路道口事故。[3]NTSB对导致死亡或重大财产损失或涉及旅客列车的铁路事故和事故征候有主要管辖权。[3]
- 海洋：对于海洋调查，调查的管辖权分为NTSB和美国海岸警卫队。[3]两个机构之间的谅解备忘录详细规定了调查管辖权和责任的划分。
- 管道：NTSB对涉及“死亡、重大财产损失或对环境造成重大损害”的管道事故有主要管辖权。[3]
- 刑事调查协助：NTSB对民用运输调查有主要管辖权，但不是刑事调查。如果司法部长宣布该案与刑事犯罪行为有关，NTSB必须放弃调查并转交联邦调查局。[3]在这种调查中，NTSB仍可以向联邦调查局提供技术支持。在两个引人注目的例子中，NTSB派出航空事故调查员了解飞机结构和飞行记录器，以协助联邦调查局对太平洋西南航空1771号班机空难和九一一袭击事件（在14年后）谋杀与自杀的刑事调查。[16]
- 协助其他国内机构：除协助司法部进行刑事调查外，NTSB也协助美国国家航空航天局（NASA）调查挑战者号航天飞机灾难和哥伦比亚号航天飞机灾难。NTSB也应美军请求在NTSB专业领域内为军事事件的调查提供协助，例如在前南斯拉夫的美国空軍IFO21号班机空难，它夺走了三十多名美国人的生命，包括美国商务部长罗纳德·布朗。
- 协助外国政府：NTSB可以在某些情况下协助在美国境外发生的事故征候或事故调查。这可能涉及在美国注册或美国拥有的民用飞机，或者美国制造的飞机在国外领空发生的事故或事故征候。正式层面上，NTSB员工被禁止发布有关“另一个国家的调查”的信息。[17]NTSB还将在其国家的运输调查委员会没有设备或专门技术人员从事复杂调查的所有方面的情况下提供技术和其他咨询。[來源請求]

近年来，NTSB对所有交通方式进行的重大调查包括：I-35W密西西比河大桥崩塌；2009年华盛顿地铁列车追撞事故；2010年圣布鲁诺管道爆炸；费城水陆两栖船沉没；水牛城附近一架地区客机坠毁。

### “派别系统”
为进行调查，NTSB以“派别系统”（"party system"）运作，这是为取得对调查尤为有用的行业专业知识和劳工代表的支持与参与。这些个人或组织可由NTSB邀请成为调查的当事方，并在NTSB的监督下参与调查。NTSB有权决定允许哪些组织参与调查。只有具备相关技术专长的个人才能在调查中代表一个组织，法律禁止律师和保险调查员参与。例如，如果飞机制造商的雇员具有涉事飞机機型的专业技术知识，则他可以在飞机检查中代表制造商。
NTSB认为此系统对调查过程至关重要，因为它为NTSB提供了与特定调查相关的具备专业知识的人力资源。但是，该系统也并非没有争议。NTSB曾邀请波音公司参与1996年环球航空800号班机空难的调查，作为波音747的调查方。虽然NTSB依靠了波音公司的专业技术共享，但在后来确定，波音公司在调查中央油箱易燃气体燃烧时从NTSB手中扣留了一项747中央油箱军用版本的研究成果。波音告知NTSB，它没有研究证明或反驳蒸汽燃烧理论。为应对波音事件后的政治压力，NTSB委托了非营利的兰德公司对NTSB的飞机调查过程进行独立研究。
2000年，兰德公司发布其报告，其结论是，派别系统是NTSB调查过程的关键组成部分，参与方能够独特地提供有关飞机设计与制造、航空公司运营基本信息，或在其他地方根本无法取得的“国家空域系统”功能。:31但是，兰德也发现派别中固有的利益冲突“在某些情况下可能威胁到NTSB调查过程的完整性。”:30兰德的研究建议NTSB减少对派别代表的依赖，并更多地利用美国国家航空航天局、美国国防部、政府研究实验室和大学等机构的独立调查员。:31–32截至2014年，NTSB尚未采纳这些建议，而是继续依赖派别系统。

### 波音737 MAX停飞
2019年的两起波音737MAX事故后，NTSB在9月26日建议FAA更新长期默认却有所不足的“飞行员面对失控情境的反应”的假设，同时重新审查适航认证中的瑕疵，特别是关于MCAS飞行控制系统的部分。

### 波音777停飞
在丹佛引擎停车事件之后，波音宣布停飞全球范围内的数十架波音777。NTSB的报告中指出，此次事件中，美国联合航空328号班机的一个引擎中的两个叶片发生了断裂，叶片断裂后对发动机结构造成了破坏。事件中没有人员伤亡。

## 安全建议
截至2014年，NTSB在历史上已发布约14,000条安全建议，其中73%已被相关实体全部或部分采纳。从1990年开始，NTSB每年发表一份急需清单，其中强调NTSB认为公共交通最亟待完成的安全建议，有些需要立即施行。
有些NTSB建议带来或启发了运输安全的改进：
- 航空：空中防撞技术（TCAS）、地面接近警告系统（GPWS）、空中风切变检测和警告系统（英语：airborne wind shear detection and alert system）、盥洗室中的烟雾探测器、燃料箱惰化。
- 高速公路：年轻司机的毕业驾驶执照法、21岁以下的饮酒法、智能安全气囊技术、后高置刹车灯（第三刹车灯）、商用驾驶执照、改进的校车结构标准。
- 铁路：主动列车控制（英语：Positive train control）（防碰撞技术）、轨道客运车辆紧急出口改进、危险品轨道车辆货架联接器。
- 海洋：游船安全性、游轮上的消防安全改进、渔船上的救生设备。
- 管道：挖掘损伤保护、管道腐蚀保护、远程截止阀。
- 多形态：所有运输方式中的酒精和药物测试。

## 其他责任
NTSB的一个鲜为人知的责任是，它作为一个飞行员、飞机机械师、经认证的航空业公司，以及被FAA或海岸巡防队暂停或撤销许可证的船员的上诉法院。NTSB聘用行政法法官听取所有上诉，行政法法官的裁决可以向五人委员会上诉。委员会的决定可以由失败方上诉至联邦法院系统，无论其是个人、公司、FAA、海岸警卫队，或任何方面。然而，NTSB的决定不会被联邦法院推翻，除非NTSB滥用其酌处权，或其决定完全不受证据支持。

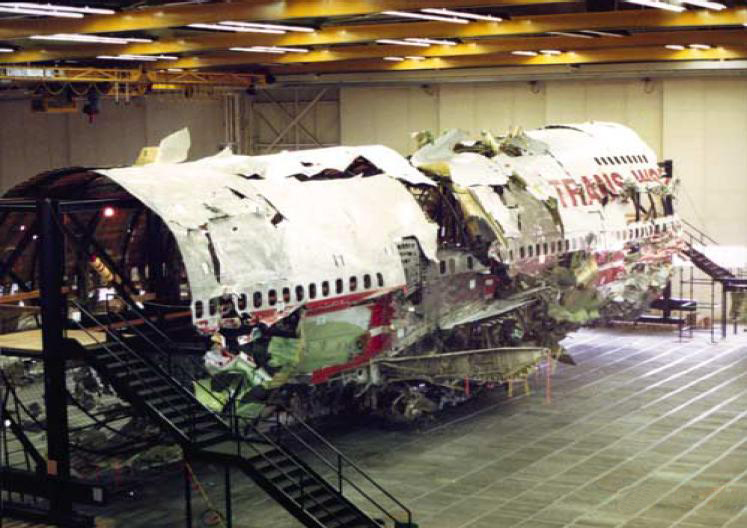
NTSB重建的環球航空800號班機残骸

安全委员会在弗吉尼亚州Ashburn设有培训学院，为其雇员和在其他政府机构、外国政府或私人公司的专业人员开办课程，领域包括一般事故调查、具体调查要素（例如生存因素或人类表现），或与家庭事务或媒体关系相关的事项。该设施房屋为训练目的重建了超过90英尺的環球航空800號班機空難以及太平洋西南航空1771號班機空難的波音747，残骸是其于1996年7月17日油箱爆炸坠毁后从大西洋中找回。

## 其他国家
- 日本运输安全委员会
- 中华人民共和国民航局
- 中华民国国家运输安全調查委员会
- 香港民航意外調查機構
- 英國航空事故調查局
- 加拿大運輸安全委員會（英语：Transportation Safety Board of Canada）
- 印度尼西亚国家运输安全委员会（英语：National Transportation Safety Committee）
- 澳大利亚交通安全局（英语：Australian Transport Safety Bureau）
- 紐西蘭交通事故調查委員會（英语：Transport Accident Investigation Commission）
- 新加坡交通安全調查局（英语：Transport Safety Investigation Bureau）
- 法国航空事故调查处

## 外部連結
- 官方网站（英文）
- NTSB - The Investigative Process（页面存档备份，存于）（英文）

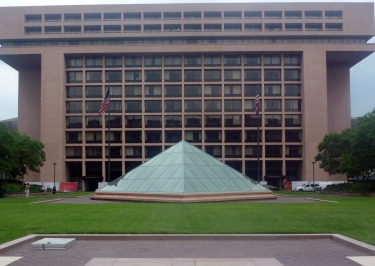
NTSB总部

- National Transportation Safety Board（页面存档备份，存于） in the 聯邦公報
- Chief Records Officer, National Archives: Oversight Inspection Report 2014（页面存档备份，存于）